# Phim truyện truyền hình tiếng Tamil
Phim truyện truyền hình tiếng Tamil hay phim bộ tiếng Tamil (tiếng Tamil: தமிழ் தொலைக்காட்சி தொடர்கள்) (tiếng Anh: Tamil language soap opera hay Tamil serials) là một thể loại phim opera xà phòng phổ biến ở Tamil Nadu (Ấn Độ), Singapore, Sri Lanka và Malaysia. Thông thường, các bộ phim này được phát sóng từ 11h00 - 15h30 tối. Mỗi một bộ phim soap opera là một câu chuyện có kết thúc hoàn chỉnh, tuy nhiên cũng có thể có các phần tiếp theo. Những bộ phim có kinh phí đầu tư lớn, được mong đợi cao sẽ 19h00-23h00 phát sóng vào khung giờ tối.
Bộ phim Valli là series phim dài nhất trong lịch sử tiếng Tamil với hơn 1.800 tập vào tháng có thể 6 năm 2018 (đến giờ vẫn tiếp tục). Phim truyền hình Tamil còn được phát sóng tại Nam Á, Đông Nam Á, Trung Á, Trung Đông, Người di cư Tamil.